# آندراش شیف
سِر آندراش شیف (به مجاری: András Schiff)‏ (تلفظ مجاری: [ˈɒndra:ʃ ˈʃiff]) (زادهٔ ۲۱ دسامبر ۱۹۵۳) نوازندهٔ پیانو و رهبر ارکستر اهل مجارستان است.
شیف تاکنون جوایز متعدد و افتخارات بسیار کسب کرده است؛ ازجمله برندهٔ جایزهٔ گرمی، جایزهٔ کشوت، جایزهٔ گرامافون، مدال موتسارت، و «جایزهٔ باخِ» آکادمی سلطنتی موسیقی (لندن) شده است.
در سال ۲۰۱۴ نیز، به پاسِ خدماتش به دنیای موسیقی، از دستِ ملکه الیزابت دوم لقبِ شوالیه دریافت کرد.
او همچنین از منتقدان عمومیِ شاخصِ جنبش‌های سیاسیِ مجارستان و اتریش به‌شمار می‌رود.
همسر او یوکو شیوکاوا، نوازندهٔ ویولن اهل ژاپن است.

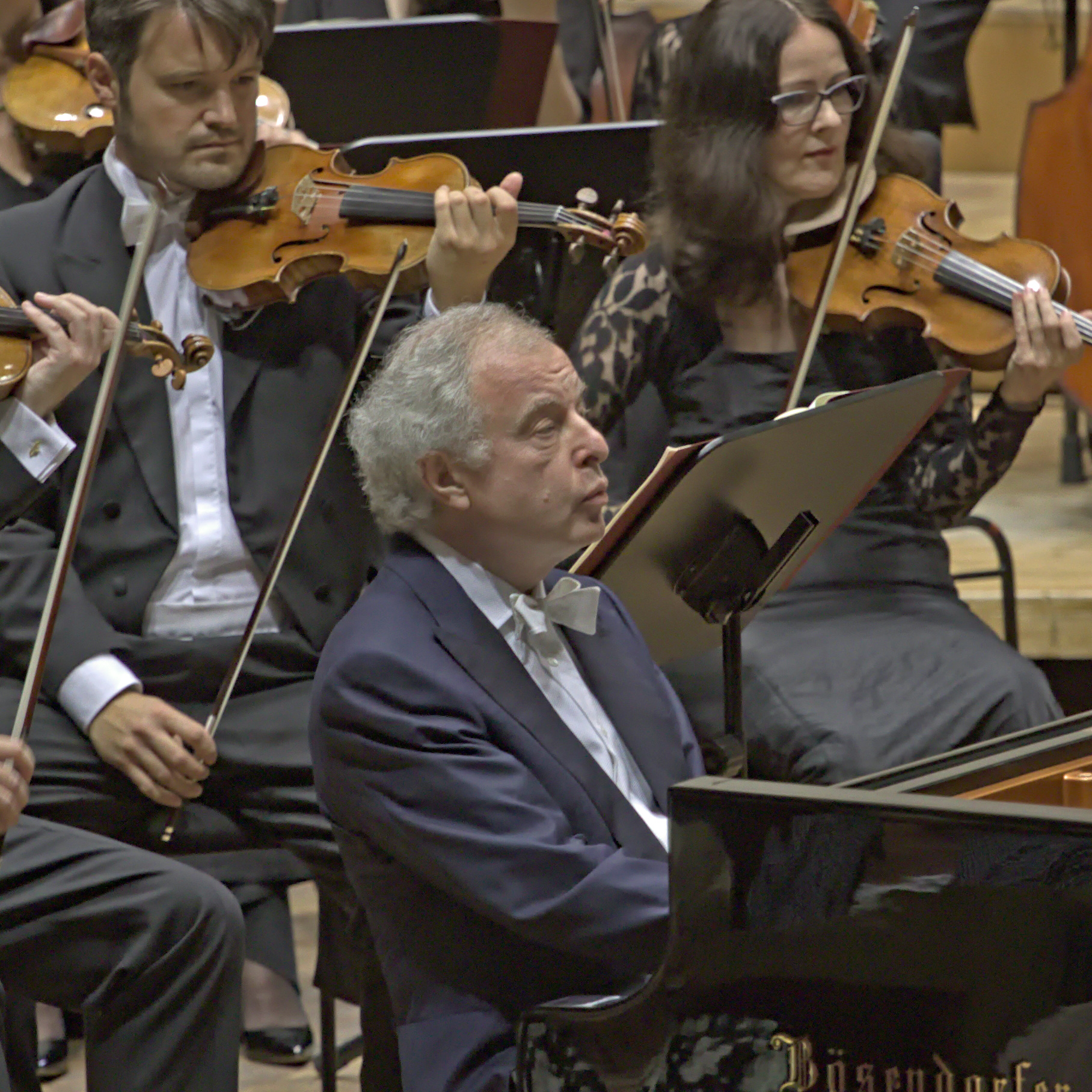
شیف در لایپزیگ، ۲۰۱۶